# Oliwer Magnusson
Isak Oliwer Magnusson, född 3 juni 2000 i Ovikens församling i Jämtlands län, är en svensk freeskiåkare.
Vid invigningsceremonin av olympiska vinterspelen 2022 var Magnusson tillsammans med Emma Nordin Sveriges fanbärare.
Magnusson studerade på Malungs freeski gymnasium fyra år från 2015 till 2019.